# بنیاد کارنگی برای علوم

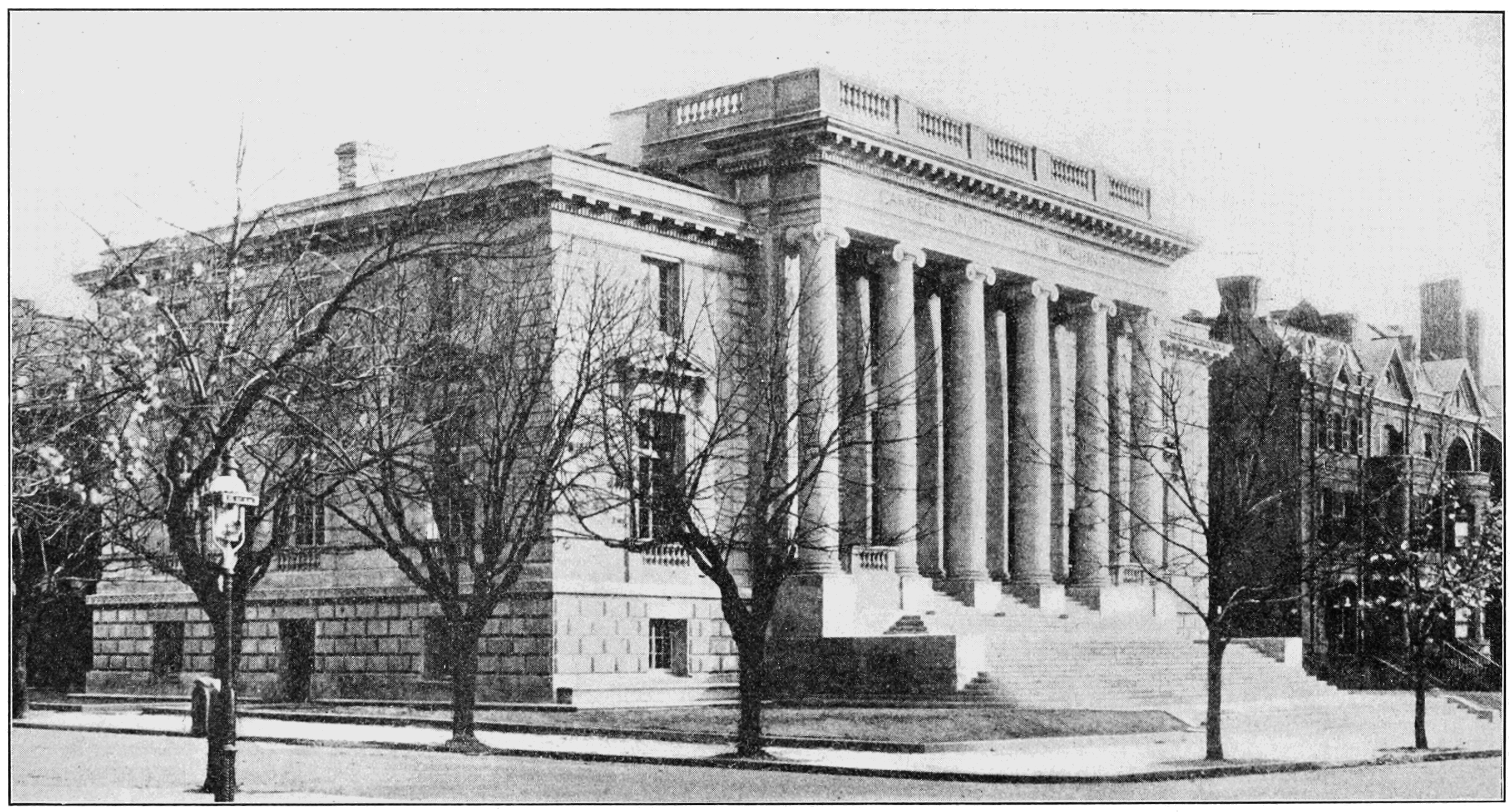
بنیاد کارنگی واشینگتن در سال ۱۹۱۰

بنیاد کارنِگی واشینگتن (نام قانونی سازمان) که همچنین برای اهداف عمومی به‌عنوان بنیاد کارنگی برای علوم (CIS) نیز شناخته می‌شود، یک بنیاد پژوهشی در ایالات متحده است که برای تأمین مالی پژوهش و انجام پژوهش‌های علمی تأسیس شده‌است. دفتر مرکزی این بنیاد در واشینگتن دی‌سی قرار دارد و ارزش موقوفهٔ آن تا تاریخ ۳۰ ژوئن ۲۰۲۰ برابر ۹۲۶٫۹ میلیون دلار آمریکا بود. در سال ۲۰۱۸ هزینه‌های برنامه‌های علمی و مدیریت ۹۶٫۶ میلیون دلار آمریکا بوده‌است.